# أندرياس نيلسون (كرة يد)
أندرياس نيلسون (بالسويدية: Andreas Nilsson) مواليد 12 أبريل 1990 في السويد، هو لاعب كرة يد سويدي يلعب كمحور. يلعب حاليا مع نادي فيسبرم لكرة اليد ويحمل الرقم 18. مثل منتخب السويد لكرة اليد. شارك في دورة الألعاب الأولمبية الصيفية سنة 2012.

## سجل المنافسة
شارك في البطولات التالية:
- بطولة العالم لكرة اليد للرجال 2015
- بطولة أوروبا لكرة اليد للرجال 2012
- بطولة أوروبا لكرة اليد للرجال 2014
- بطولة أوروبا لكرة اليد للرجال 2016
- الألعاب الأولمبية الصيفية 2012
- الألعاب الأولمبية الصيفية 2016

## الميداليات
| الميدالية | المسابقة                       |
| --------- | ------------------------------ |
| فضية      | الألعاب الأولمبية الصيفية 2012 |

## روابط خارجية
- أندرياس نيلسون على موقع الاتحاد الأوروبي لكرة اليد (الإنجليزية)
- أندرياس نيلسون على موقع أوليمبيديا (الإنجليزية)
- أندرياس نيلسون على موقع اللجنة الأولمبية السويدية (السويدية)